# Apače, Kidričevo
Apače (nemško Amtmannsdorf) so po površini največje naselje v Občini Kidričevo. Naselje se nahaja v tradicionalni pokrajini Štajerska in spada v Podravsko statistično regijo.

## Ime
Ime Apače izhaja iz *Apaťe (selo) 'opatova vas', ki se nanaša na ozemlje, ki je bilo v lasti opata ali opatije. Imena s podobno motivacijo so Opatje Selo v Sloveniji, Apatovec in Opatija na Hrvaškem ter Apatin v Srbiji.

## Opis
Razvejano obcestno naselje se nahaja v jugovzhodnem delu Dravskega polja, ob štirih krajevnih cestah, vzhodno od Lovrenca na Dravskem polju. Središče naselja je v južnem, dvokrakem delu in ob glavnem cestnem križišču. Naselju pripadajo zaselki Ograja, Šnevajs, Benečija in Apaški Križ.

## Zgodovina
Apače, v nekaterih virih tudi Apatje ali Apačje, so bile do konca 15. stoletja v lasti ptujskih dominikancev.

### Majdburg
Ptujski dominikanci so svojih posestih dali zgraditi majhen dvorec, v katerem je stanoval njihov oskrbnik, ki je od podložnikov pobiral desetino in druge davke, prav tako pa je upravljal samostanska zemljišča v okolici. Ime naselja izvira iz nemškega imena nekdanje vasi Abbstal (Opatova dolina).
Grad Majdburg, ki se v zgodovinskih virih omenja že med letoma 1220 in 1230 (ena od možnih lokacij je na strelišču južno od Apač), je stal desno od Šnevajsa, na nizkem griču in je bil obdan z nasipom in obzidjem. Dominikanci so ta dvorec v začetku 16. stoletja prodali Monsberškemu graščaku, baronu Lambergu. Le-ta je v sklopu dvorca na novo postavil obširno gospodarsko poslopje in hišo. Po smrti Lamberga so si posest razdelili njegovi sinovi in posest v Apačah je bila leta 1642 prodana grofu Žigi Ludviku. Grad po njegovi smrti ni ostal v lasti potomcev, ampak je prešel v roke Franca Leopolda Huserja. Lastništva so se iz roda v rod menjevala. V 19. stoletju je dvorec propadel in leta 1926 so podrli še zadnje ostanke njegovega obzidja.

### Bolezni
Nalezljive bolezni se tudi tega dela Slovenije niso izognile. V 17. stoletju je po tem ozemlju pretila kuga, zaradi katere je umrlo veliko ljudi. V spomin umrlim za kugo v Apačah so vaščani postavili celo spomenik, ki je lepo ohranjen še danes. V 18. stoletju se je k nam razširila tudi živalska kuga, ki je prav tako prizadela vaščane Apač. 
Ljudi je pogosto mučila griža. Prav tako so se spopadali z kozami in ošpicami. V 19. stoletju je poleg vsega začela razhajati še kolera in dodobra prestrašila Apačane, nekaj jih je tudi podleglo. 

## Prebivalstvo
V popisu prebivalstva v letu 2002 je bilo popisanih 784 prebivalcev, od tega 400 žensk in 385 moških, ki bivajo v 254 gospodinjstvih in 272 stanovanjih ter so združeni v 217 družin. Večina prebivalcev je domačinov starih med 35 in 44 let. Nekaj je priseljenih iz okoliških krajev, iz drugih regij, le malo je tujcev. Prevladujejo manj številčne družine, največ jih ima enega otroka, le redki več kot tri. Pogosti so poročeni pari, malo je izvenzakonskih zvez in enostarševsih družin. Po izobrazbi prevladujejo prebivalci s končano poklicno šolo. Aktivnega prebivalstva je slaba polovica, velik delež predstavljajo tudi šolarji.

## Kmetijstvo in gospodarstvo
V preteklosti je bila najpomembnejša dejavnost kmetijstvo, danes pa temu ni več tako, saj je bilo v popisu leta 2002 navedeno, da se s kmetijsko dejavnostjo ukvarja le 18 delovno aktivnih prebivalcev. Večina ljudi je zaposlena in se ukvarja s storitvenimi dejavnostmi. Veliko ljudi se zaposluje v bližnjem Kidričevem (Boxmark in Talum), nekateri na Ptuju ali Mariboru.
V naselju samem se je polek kmetij razvilo tudi nekaj drugih dejavnosti.